# Rheinische Akademie Köln
Die Rheinische Akademie Köln (RAK) ist eine Ersatzschule in privater Trägerschaft. Die RAK ist dem Leitbild und den Grundwerten ihrer Muttergesellschaft, der Rheinischen Stiftung für Bildung, verpflichtet. Sie betreibt unter ihrem Dach eine Höhere Berufsfachschule für Technik, die Fachschule für Technik und ab dem Schuljahr 2019/2020 das Biologisch-technische Gymnasium, ein Berufliches Gymnasium. Die Schülerinnen, Schüler und Studierenden erhalten einen staatlich anerkannten Berufsabschluss sowie die allgemeine Hochschulreife bzw. Fachhochschulreife. 55 Lehrkräfte betreuen aktuell die rund 600 Teilnehmer. Schwerpunkt der Ausbildung sind MINT-Berufe.

## Ausbildungsangebot
An der „Höheren Berufsfachschule für Technik“ werden schulische Ausbildungen zum  Biologisch-technischen  und Informationstechnischen Assistenten angeboten. Die „Fachschule für Technik“ bietet die vollzeitliche Weiterbildung zum „Staatlich geprüfter Techniker“ mit Differenzierungen in die Fachbereichen Bau-, Elektro-, Fahrzeug-, Maschinenbau- und Medizintechnik sowie Heizungs-, Lüftungs- und Klimatechnik an.
Absolventen des Biologisch-technischen Gymnasiums erhalten nach der dreijährigen Ausbildung den Abschluss zum Biologisch-technischen Assistenten sowie die allgemeine Hochschulreife.
Ergänzt wird das Bildungsangebot durch den Fortbildungsgang zum Technischen Betriebswirt, Vorkurse zum Besuch der Fachschule für Technik und weitere Zusatzleistungen.